# Малакян Едгар Шаваршович
Едгар Шава́ршович Малакя́н (вірм. Էդգար Շավարշի Մալաքյան, нар. 22 вересня 1990, Єреван) — вірменський футболіст, фланговий півзахисник казахстанського клубу «Жетису».
Виступав, зокрема, за «Пюнік», а також національну збірну Вірменії.

## Клубна кар'єра
Малакян є вихованцем футбольної школи «Пюніка». Перший матч у складі основної команди «Пюніка» провів 2007 року. Це була єдина поява Малакяна у складі команди в тому сезоні, який він проводив у складі дубля, граючи в Першій лізі. З 2008 року повноцінно виступав у складі головної команди, будучи гравцем основи. У складі «Пюніка» Малакян три роки поспіль, починаючи з 2008, ставав чемпіоном Вірменії. У 2010 році оформив требл — виграв чемпіонат, кубок і суперкубок Вірменії. Всього провів в команді п'ять сезонів, взявши участь у 109 матчах чемпіонату.
У червні 2012 року Малакян підписав трирічний контракт з чеською «Вікторією» з Плзеня. Агенти «Вікторії» помітили Едгара у матчі 2-го кваліфікаційного раунду Ліги чемпіонів сезону 2011/12, де «Вікторія» обіграла «Пюнік» 4:0 і 5:1, а Едгар показав себе з найкращого боку. Проте закріпитись у «Вікторії» вірменин не зумів і в кінці року був відданий в оренду в інший чеський клуб «Динамо» (Чеські Будейовиці), де і дограв сезон, проте також не був основним гравцем, а його команда зайняла передостаннє 15 місце і вилетіла з елітного дивізіону.
Улітку 2013 року Едгар повернувся на батьківщину і також на правах оренди захищав кольори «Бананца».
Протягом першої половини сезону 2014/15 грав за «Алашкерт», після чого увесь 2015 рік провів у «Шираку».
У лютому 2016 року підписав трирічний контракт з дніпродзержинською «Сталлю».

## Виступи за збірні
2008 року дебютував у складі юнацької збірної Вірменії, взяв участь у 2 іграх на юнацькому рівні.
Протягом 2009—2012 років залучався до складу молодіжної збірної Вірменії. На молодіжному рівні зіграв у 14 офіційних матчах, забив 3 голи.
1 серпня 2009 року дебютував в офіційних іграх у складі національної збірної Вірменії в товариському матчі проти збірної Молдови. Малакян провів на полі перший тайм, після чого був замінений на Давида Манояна. Наразі провів у формі головної команди країни 14 матчів.

## Досягнення
- Чемпіон Вірменії: 2007, 2008, 2009, 2010, 2013-14, 2023-24
- Володар Кубка Вірменії: 2009, 2010, 2020-21
- Володар Суперкубка Вірменії: 2010, 2011

## Особисте життя
Старший брат Гора Малакяна, іншого вірменського футболіста, разом з яким грав за «Пюнік», «Алашкерт», «Ширак» та «Сталь» К.